# Calafell
Calafell és un municipi de la comarca del Baix Penedès, format per tres nuclis principals (Calafell, la Platja de Calafell i Segur de Calafell) i 28 urbanitzacions, i amb un total de 31.567 habitants l'any 2024. Limita a l'est amb Cunit, al nord amb Castellet i la Gornal, al nord-oest amb Bellvei, a l'oest amb el Vendrell, i al sud amb la mar Mediterrània, i forma part de la Costa Daurada.

## Geografia
- Llista de topònims de Calafell (Orografia: muntanyes, serres, collades, indrets..; hidrografia: rius, fonts...; edificis: cases, masies, esglésies, etc).

| El Vendrell      | Bellvei          | Castellet i la Gornal |
| El Vendrell      | Rosa dels vents  | Cunit                 |
| Mar Mediterrània | Mar Mediterrània | Mar Mediterrània      |

## Història
Els ancestres més remots fins ara descoberts a Calafell tenen 22.000 anys d'antiguitat. Una cova prehistòrica, la Balma de la Graiera, va acollir una petita comunitat humana que caçava i pescava al torrent de la Corbatera (de vegades pronunciat Cobertera).
Al municipi s'hi poden trobar alguns vestigis neolítics, però el monument antic més important és la Ciutadella de les Toixoneres ibèrica, una fortalesa del segle vi aC, que ha estat reconstruïda i que és un indret per conèixer i experimentar la civilització dels ibers. La Ciutadella va caure sota la conquesta romana, de la qual se'n conserva un important jaciment arqueològic a la zona del Vilarenc.
Tal com avui es coneix, Calafell s'origina a l'edat mitjana, al turó on s'aixeca el Castell. La fortalesa apareix documentada per primer cop al segle xi. El primitiu nucli habitat es va expandir sota el turó fins a formar l'actual nucli del poble. A finals del segle xviii, per la seva banda, van començar a assentar-se vora mar alguns pescadors, tot donant origen al nucli de la platja. La pesca va ser-hi substituïda pel turisme arran del "boom" dels anys seixanta del segle xx.
L'1 de novembre de 1947 va néixer el nucli de Segur de Calafell. A l'enorme finca coneguda com a Quinta de Sant Miquel de Segur es va començar a bastir una gran urbanització de vacances. La creació d'una estació de tren va donar l'empenta a aquest projecte de ciutat jardí, en una època en què no tothom tenia cotxe. El projecte, dissenyat per l'arquitecte Baldric Tubau, va esdevenir la més gran urbanització de l'època a Espanya, amb 100 quilòmetres de carrer. A l'actualitat, Segur de Calafell té un perfil molt més residencial, en haver-s'hi arrelat molts propietaris de segones residències i en haver absorbit bona part del creixement demogràfic experimentat pel municipi en els darrers anys.
En l'actualitat, Segur de Calafell és el nucli més poblat dels tres, amb aproximadament el 50% de la població total del municipi.
La demanda de segones residències, primer, i el fort augment de població, després, no han fet créixer únicament aquests tres nuclis, sinó que han fet aparèixer una trentena d'urbanitzacions escampades per tot el terme municipal.
L'any 2019 es va fer un descobriment important al jaciment arqueològic de la Cova Foradada, situat a la muntanya de l'Escarnosa, a l'est del municipi. Es tractava del que es va anomenar "l'últim collar dels neandertals", i que era part d'una urpa d'àguila imperial ibèrica i datada en 39.000 anys, que devia formar part d'un adornament personal, segurament un collar. L'urpa presentava proves que aportaven nova informació sobre els neandertals i la seva interacció amb els Homo sapiens sapiens.

## El poble i la població
Calafell, amb un terme municipal de 20 km², forma part de la comarca del Baix Penedès, la qual pertany a la província de Tarragona. Tot i formar part de Tarragona, la comarca és frontera amb la província de Barcelona.
El municipi de Calafell es divideix, actualment, en tres nuclis i 28 urbanitzacions. Aquesta divisió territorial ha evolucionat amb el temps, però s'ha convertit en un cleavage molt important en la política del municipi. Abans que Segur de Calafell nasqués com la urbanització més gran d'Europa (actualment ja desbancada), el municipi de Calafell es dividia entre Poble i Platja. La gent del Poble eren anomenats terrossos i els de la Platja, migos, pops o popets; però a finals dels anys quaranta aparegué el tercer nucli: Segur de Calafell. A mesura que aquest creixia, la rivalitat desapareixerà i la divisió s'ha convertit entre gent de Segur, gent del Poble o gent de la Platja, i els malnoms es mantenen en una dimensió festiva. A més, en els darrers anys la proliferació d'urbanitzacions i les seves reclamacions de millores quant a infraestructures han convertit les urbanitzacions en el que podríem anomenar quart nucli.

### Demografia
| Entitat de població   | Habitants (2024) |
| Segur de Calafell     | 16.073           |
| Calafell              | 10.306           |
| la Platja de Calafell | 4.288            |
| Bellamar              | 485              |
| Bonanova              | 415              |
| Font: Idescat         |                  |

| 1497 | 1515 | 1553 | 1787 | 1887  | 1900  | 1920  | 1950  | 1970  | 2010   | 2024   |
| 17   | 22   | 21   | 523  | 1.169 | 1.257 | 1.601 | 1.932 | 3.359 | 24.423 | 31.828 |

http://www.idescat.cat/pub/?id=pmh&n=446&geo=mun:430379
La població de Calafell, l'any 2006, era de 20.521 segons estadístiques de l'Idescat. En la franja d'edat d'entre 15 i 64 anys, és on es concentra més població, el 72,2%.

## Política
| Període      | Nom de l'alcalde/-essa                                             | Partit polític | Data de possessió |
| ------------ | ------------------------------------------------------------------ | -------------- | ----------------- |
| 1979 - 1983  | Joan Ortoll                                                        | CIU            | 19/04/1979        |

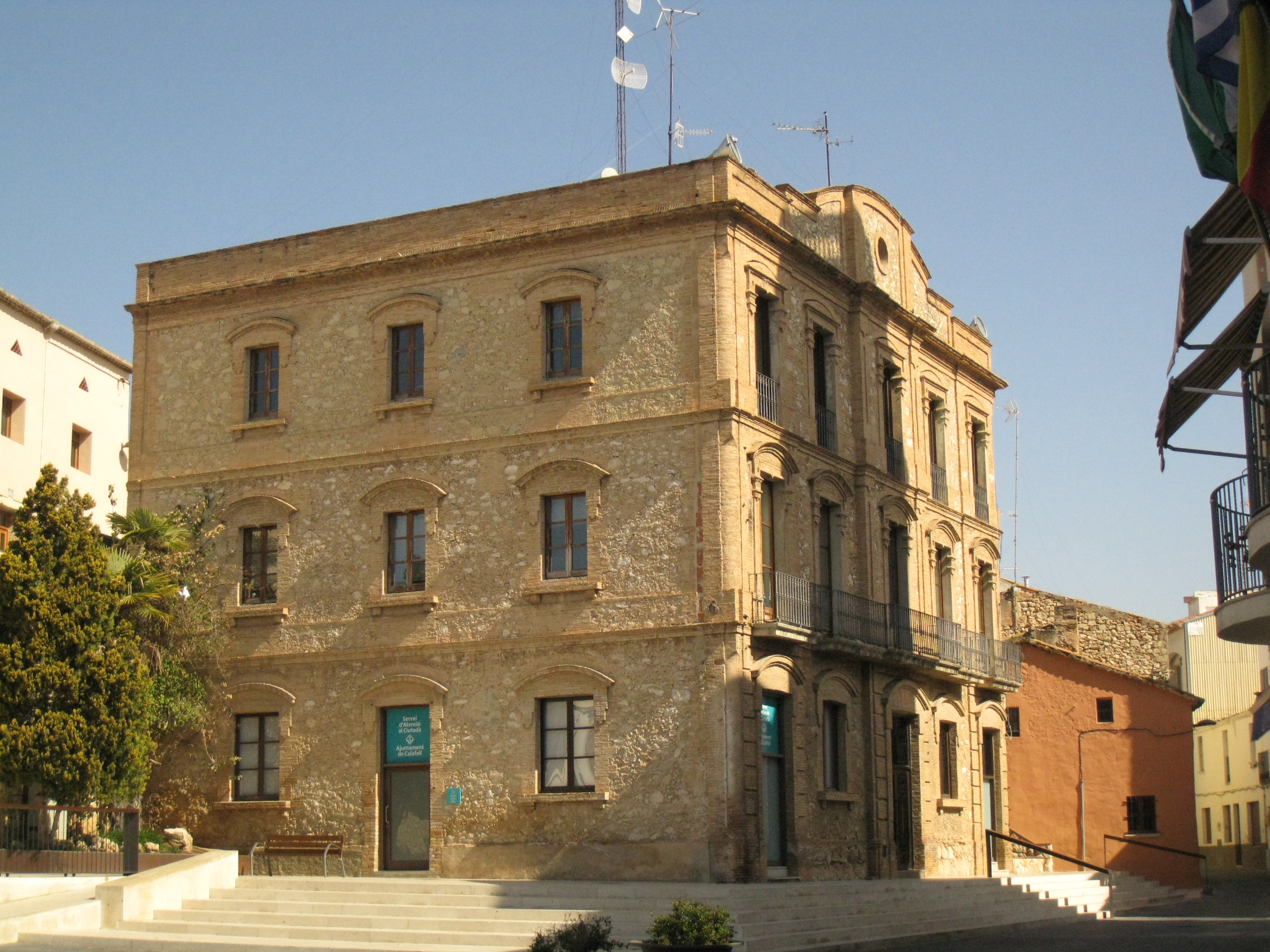
Edifici de l'Ajuntament de Calafell

| 1983 - 1987  | Jaume Ferrerons Virgili i Joan Colet Llagostera                    | PSC            | 28/05/1983        |
| 1987 - 1991  | Joan Maria Triadó                                                  | CIU            | 30/06/1987        |
| 1991 - 1995  | Joan Maria Triadó                                                  | CIU            | 15/06/1991        |
| 1995 - 1999  | Joan Maria Triadó                                                  | CIU            | 17/06/1995        |
| 1999 - 2003  | Jordi Sánchez Solsona, Josep Parera Ribell i Jordi Sánchez Solsona | PSC ADMC i PSC | 03/07/1999        |
| 2003 - 2007  | Joan Maria Triadó i Joan Olivella Ricart                           | CIU            | 14/06/2003        |
| 2007 - 2011  | Jordi Sánchez i Solsona                                            | PSC            | 16/06/2007        |
| 2011 - 2015  | Joan Olivella Ricart                                               | CIU            | 11/06/2011        |
| 2015 - 2019  | Ramon Ferré i Solé                                                 | PSC            | 13/06/2015        |
| 2019 - 2023  | Ramon Ferré i Solé                                                 | PSC            | 15/06/2019        |
| Des del 2023 | Ramon Ferré i Solé                                                 | PSC            | 17/06/2023        |

El juny de 2011 Convergencia i Unió (CIU) amb 8 regidors i el Partit Popular de Catalunya (PPC) amb 3 regidors van arribar a un acord per governar al municipi durant la legislatura 2011-2015.
El 24 de maig de l'any 2015 se celebraren les eleccions municipals i a Calafell els resultats foren els següents: CIU (6 regidors), PSC-PSOE (5 regidors), C's (2 regidors), CUP-PA (2 regidors), UAM (Partit municipalista, antigament ADMC) (2 regidors), PPC (2 regidors) i ERC-AM (2 regidors).
Davant de la fragmentació de vot al municipi, s'hauria d'optar a un pacte entre 2, 3 o 4 forces per poder formar govern.
El 10 de juny de l'any 2015 es va fer públic que el PSC-PSOE amb 5 regidors, Unió i Alternativa Municipal (dirigida pel que fou alcalde de Calafell, el sr. Josep Parera i Ribell) i el PPC van arribar a un acord per a governar el municipi a la legislatura 2015-2019. Tot i que aquestes tres forces no van obtenir la majoria fixada en 11 regidors, C's va anunciar que donaria suport a la investidura de l'alcaldable del PSC al municipi encara que aquest partit (C's) no entrés al govern. D'aquesta manera, Ramon Ferré va ser alcalde de Calafell durant la legislatura 2015-2019, amb un pacte amb UAM, PPC i Cs.
Ramon Ferré va repetir com a alcalde en les dues legislatures següents: 19-23 i 23-27.

### Eleccions municipals
Llista d'alcaldes i nombre de regidors per partit
| Junts-CM | -  | -  | -  | -  | -  | -  | -  | -  | -  | -  | 2  | 1  |
| PSC | 4  | 6  | 4  | 5  | 6  | 8  | 6  | 7  | 7  | 5  | 9  | 10 |
| PP | -  | 1  | 1  | 0  | 1  | 2  | 1  | 1  | 3  | 2  | 1  | 2  |
| ERC | -  | -  | -  | -  | 0  | 1  | 1  | 1  | 0  | 2  | 4  | 5  |
| ECP | -  | -  | -  | -  | -  | -  | -  | -  | -  | 0  | 1  | 0  |
| C's | -  | -  | -  | -  | -  | -  | -  | 0  | 0  | 2  | 2  | 0  |
| CUP | -  | -  | -  | -  | -  | -  | -  | -  | -  | 2  | 2  | 1  |
| VOX | -  | -  | -  | -  | -  | -  | -  | -  | -  | -  | -  | 2  |
| PSUC | 0  | -  | -  | -  | -  | -  | -  | -  | -  | -  | -  | -  |
| CiU | 6  | 5  | 8  | 8  | 6  | 6  | 4  | 7  | 8  | 6  | -  | -  |
| Altres | 1a | 1b | 0  | -  | 0  | 0  | 5c | 5c | 3d | 2d | 0  | 0  |
| Total | 11 | 13 | 13 | 13 | 13 | 17 | 17 | 21 | 21 | 21 | 21 | 21 |
| a UCD b Unió d'Independents de Calafell; c Agrupació Democràtica Municipal; d Unió i Alternativa Municipal; |    |    |    |    |    |    |    |    |    |    |    |    |

## Economia
El principal motor econòmic de Calafell és el turisme, la temporada estival s'allarga des de Setmana Santa fins a principis d'octubre. A més, les urbanitzacions i Segur de Calafell són els nuclis on es troben la majoria de segones residències, en canvi, els hotels es troben al nucli de la Platja. Abans de les eleccions d'enguany, Calafell va adquirir la marca de Turisme Familiar i per això el 25 d'abril va presentar la nova imatge corporativa del Patronat de Turisme. El fet de ser una destinació de Turisme Familiar proporciona a Calafell un turisme menys estacional, reforçant així el turisme com a principal motor econòmic. A més, a Calafell s'ha posat en marxa la construcció d'un Parc Empresarial i s'ha acabat la remodelació del Port de Segur de Calafell, on a part del vessant turístic també s'intenta retornar la flota arraconada a Vilanova i la Geltrú i recuperar l'activitat comercial al voltant de la pesca.

## Infraestructures

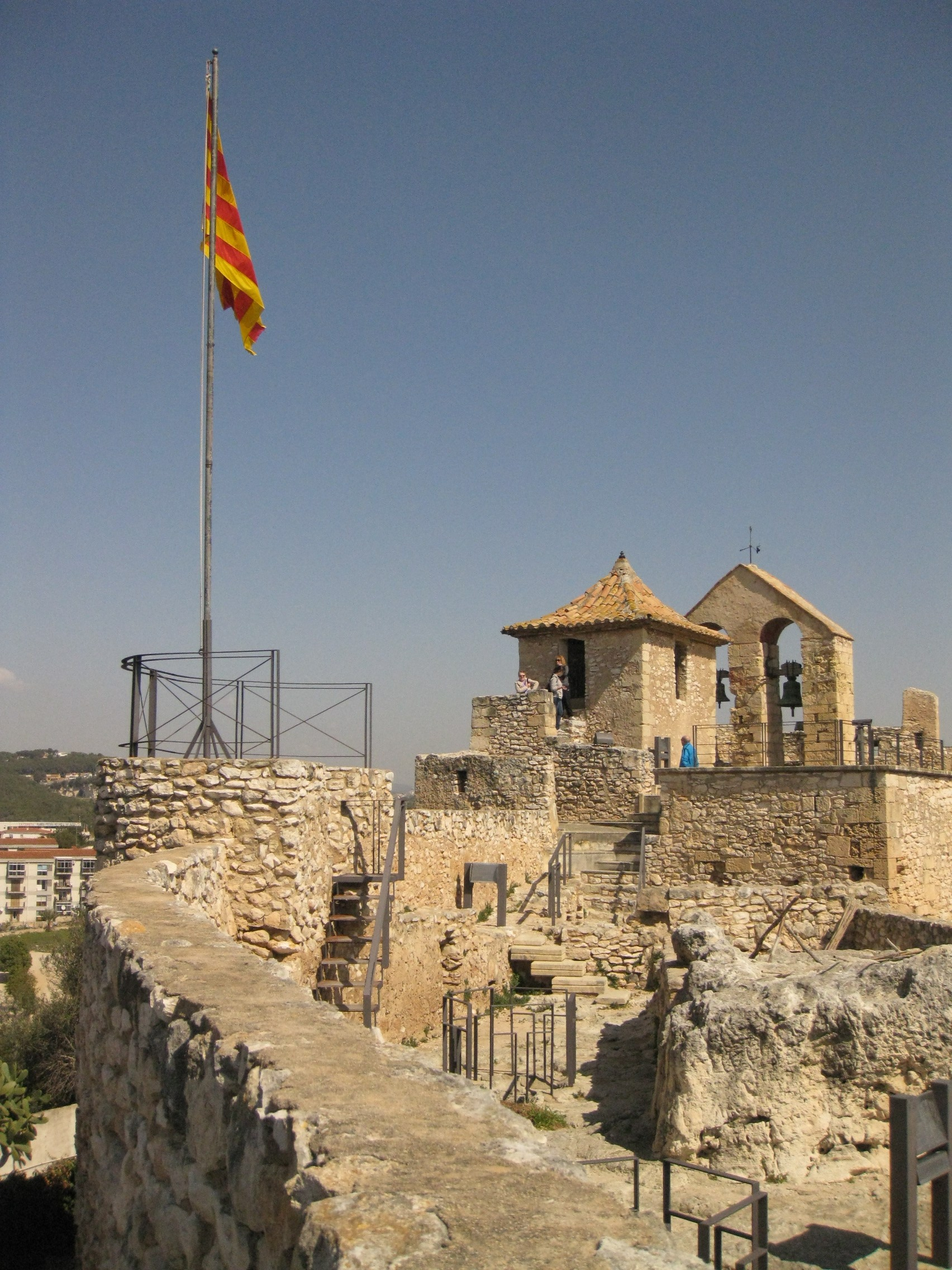
Castell de Calafell el 2012

Si tenim en compte la divisió en nuclis, no és d'estranyar que les diferents infraestructures municipals estiguin distribuïdes segons la divisió territorial. Així mateix Calafell gaudeix d'un CAP (Centre d'Atenció Primària) des de 1996, i el 2003, la Consultoria Municipal de Segur de Calafell es va ampliar per tal de convertir-se en el CAP de Segur.
Pel que fa a les infraestructures educatives, l'any 2005 es van edificar dues escoles-bressol, una al Poble i l'altre a Segur. A Calafell hi ha un institut, situat entre la platja i el poble, i un altre a Segur. A més, hi ha quatre escoles d'educació primària, una a cada nucli.

## Turisme
Situat al nord de la Costa Daurada, va obtenir el 2006 la Certificació DTF de Turisme Familiar atorgada per la Generalitat de Catalunya. És un municipi turístic, on hi ha una àmplia varietat de propostes d'oci i entreteniment durant tot l'any, i que disposa de gran varietat de bars musicals i discoteques.

## Esports
Referent a les infraestructures esportives, Calafell gaudeix de dos pavellons poliesportius, un a Calafell (entre el poble i la platja), el Pavelló Joan Ortoll, i l'altre a Segur de Calafell. A la zona del poble hi ha una pista poliesportiva que va ser renovada l'any 2000. La tradició social marca la gent del poble a dedicar-se més a l'hoquei patins i la gent de la platja al futbol. Així doncs, des del 1980 Calafell té dos Camps de futbol, un entre la platja i el poble i l'altre a Segur de Calafell.
Entre altres infraestructures, també cal destacar les instal·lacions pertanyents al Club de Golf la Graiera, així com el port esportiu de Segur, aquest últim en funcionament des del 1977 i objecte d'una ampliació i remodelació el 2005.

## Festes
Calafell celebra les festes autonòmiques i les que dicta l'Estat Espanyol, però a més té quatre festes locals: la Candelera (Festa Major petita de Calafell en honor de la Mare de Déu de la Cova), Sant Pere (Festa Major de la Platja), la Santa Creu (Festa Major del Poble, celebrada en aquesta data per l'antiga festa del Triomf de la Santa Creu - tot i que abans se celebrava per l'exaltació de la Santa Creu, el 14 de setembre -) i Sant Miquel (Festa Major de Segur de Calafell).
A més de les festes institucionals a Calafell té lloc un cop a l'any un mercat medieval (a principi de setembre), un mercat de mar (al maig), una trobada internacional de Harley Davidsons, una cantada d'havaneres (a principi d'agost), el cicle de concerts Un bany de música, l'arrossejat popular, la sardinada i botifarrada popular i el Carnaval Xurigué, entre d'altres.

## Llocs d'interès

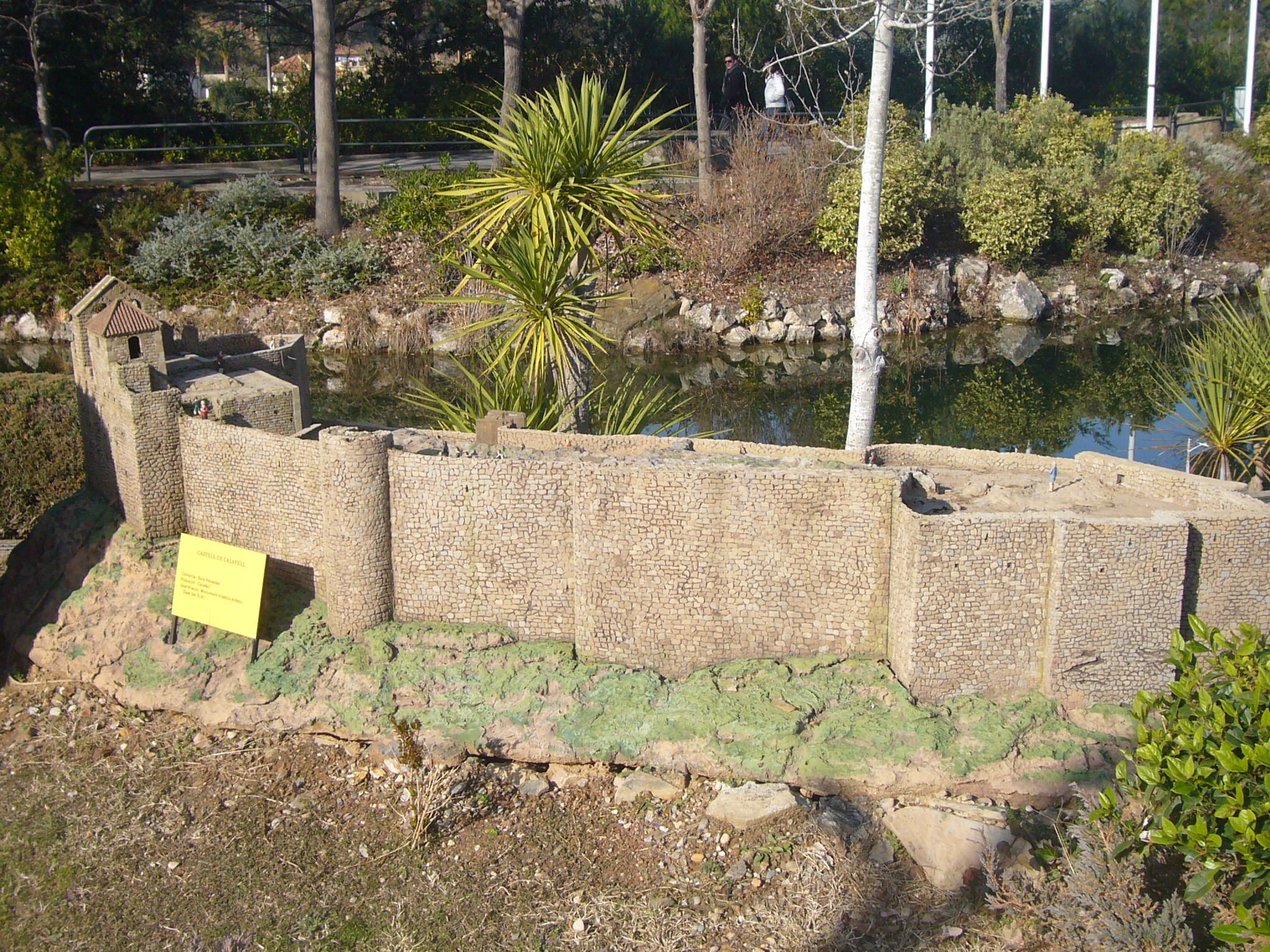
Maqueta a Catalunya en Miniatura del Castell de Calafell

- Ciutadella ibèrica. Ubicat en un turó proper a la platja, aquest poblat fortificat va pertànyer a la tribu dels cessetans i habitat durant uns cinc segles (entre el vi i el i aC). Integrat a la Ruta dels Ibers del Museu d'Arqueologia de Catalunya, presenta actualment bona part dels edificis reconstruïts. La seua visita permet un viatge en el temps per saber com es vivia fa més de 2500 anys.[12]
- Castell de Calafell[13]
- Centre històric de Calafell
- Museu Casa Barral

## Comunicació
Calafell es troba a la confluència de tres autopistes, la C-32, l'AP-2 i l'AP-7 i connectada per dues vies principals com són l'N-340 i la C-31. Aquestes facilitats fan que hi hagi autobusos des de i cap a Barcelona i Tarragona, els quals passen pels municipis més importants en el seu recorregut. A més, als estius també s'obre una línia amb Saragossa. La companyia operadora és Hife i Mon-Bus. Referent al transport ferroviari, Calafell forma part de Rodalies de Catalunya i connecta amb Barcelona a través de l'R2.

## Persones il·lustres
- Joan Nin i Romeu, poeta nascut a Calafell
- Carlos Barral i Agesta, editor, polític, i poeta i escriptor que va viure a Calafell